# Eliska Cross
 (janvier 2012).
Si vous disposez d'ouvrages ou d'articles de référence ou si vous connaissez des sites web de qualité traitant du thème abordé ici, merci de compléter l'article en donnant les références utiles à sa vérifiabilité et en les liant à la section « Notes et références ».
Pour les articles homonymes, voir Cross.
Eliska Cross, née le 6 janvier 1986 à Perpignan, était une actrice pornographique française.
Elle a également été mannequin photo et strip-teaseuse entre 2007 et 2012.
Elle tourne son premier film, SexJam pour la boite de production SWIPP à Toulouse.
Elle tourne avec John B. Root, Fabien Lafait, Fred Coppula, Docel ou Rocco Siffredi, 21 Sextury et de nombreuses productions américaines, à Budapest en Hongrie. 
Eliska Cross est l'égérie de DirtyPinkGirls, photos de light painting.
Elle pose également pour des photographes de mode pour des catalogues de vêtements ou pour Bettina Rheims dans Rose c'est Paris en 2010. Eliska Cross tournera au côté de Noémie Alazard dans le film Echap ou encore pour Abdellatif Kechiche dans la Vénus Noire.
Elle annonce la fin de sa carrière porno en 2010 après 3 ans de carrière et près de 400 scènes et films pornographique, traditionnel et clips musicaux.
Depuis 2009 elle est professeur de féminité.

## Filmographie non pornographique
- Vénus noire (Abdellatif Kechiche)
- Léa (Bruno Rolland)
- Echap (Dist et Trent)
- Rose c'est Paris (Bettina Rheims)

## Liste de films dans le X
Eros du show le plus hot d'Europe
X d'or de la meilleure actrice 2010[réf. nécessaire]
- "Animal Trainer 31" (Evil Angel)
- "Anal Farm Girls" (Bluebird)
- "Sexperts" (Dorcel)
- "Cinémax" (Fred Coppula)
- "L'enchanteresse" (VCom)
- "Le Bal des Hardeuses" (Fabien Lafait)
- "Le Sexe d'Or"
- "Les Autostoppeuses " (VCom)
- "Ass Titans 5" (Evil Angel)
- "Rocco : Puppet Master 8 (Evil Angel)
- "My Girl Friend's Ass" (NewSensations)
- "Only Internal" (Jules Jordan)
- " All Internal 11" (Jules Jordan)
- "The Best All Internal Cumshots" (Jules Jordan)
- "Rocco's Double Anal Festival" (Evil Angel)
- "Style" (Daring)
- "La Secrétaire" (Dorcel)
- "Lesbian Prison" (Dorcel)
- "Montre moi du rose" (John B. Root)
- "Sexjam" (SWIPP)
- "coquine du sud ouest" (Vcom)
- "SOS Infirmière" (Illafait)
- "Fantasme de Femme" (Ovidie)
- Histoires de sexe(s) (2009) d'Ovidie et Jack Tyler.